# 진 문공 (어)
진 문공(陳 文公, ? ~ 기원전 745년, 재위: 기원전 754년 ~ 기원전 745년)은 중국 춘추 시대 진(陳)나라의 11대 임금으로, 휘는 어(圉)이다.

## 사적
아버지 평공(平公)이 죽은 후 뒤를 이었다.
문공 원년(기원전 754), 채(蔡)나라 여자와 혼인하여 아들 타(佗)를 얻었다.
문공 10년(기원전 745)에 죽으니, 장남 포(鮑)가 뒤를 이었다.
| 전임 아버지 평공 섭 | 제11대 진나라의 후작 기원전 754년 ~ 기원전 745년 | 후임 장남 환공 포 |